# Kanada na Zimních olympijských hrách 1984
Kanada se účastnila Zimní olympiády 1984. Zastupovalo ji 67 sportovců (47 mužů a 20 žen) v 8 sportech.

## Medailisté
| Medaile | Jméno          | Sport          | Soutěž           |
| ------- | -------------- | -------------- | ---------------- |
| Zlato   | Gaétan Boucher | Rychlobruslení | Muži 1 000 m     |
| Zlato   | Gaétan Boucher | Rychlobruslení | Muži 1 500 m     |
| Stříbro | Brian Orser    | Krasobruslení  | Muži jednotlivci |
| Bronz   | Gaétan Boucher | Rychlobruslení | Muži 500 m       |